# الوان (جلفا)
الوان (ALVAN)  یکی از بهترین و خوش آب و هوا ترین روستاهای استان آذربایجان شرقی است که در شهرستان جلفا واقع شده‌است. این روستا به گل های رنگارنگ و چشمه ها و کوه های زیبایش معروف است. آبشار معروف آسیاب خرابه در 8 کیلومتری این روستا واقع شده هست . همچنین روستا در حال حاضر 100 نفر جمعیت دارد .